# Williams FW45
La Williams FW45 è una monoposto di Formula 1 realizzata dalla Williams Racing, per gareggiare nel campionato mondiale di Formula 1 2023. La vettura è stata presentata il 6 febbraio 2023.

## Livrea
La livrea della FW45 appare come un'evoluzione di quella della FW44, mantenendone difatti lo schema di base e variando alcuni elementi decorativi. La ali sono totalmente nere, eccezion fatta per due fasce che adornano il mainplane di quella anteriore. Questo elemento è poi ripreso dalla "V" sul muso, la quale sulla vettura del 2022 era bicolore rosso-azzurra. Gli stessi dettagli bicolore che adornavano la FW44 sulle pance e sul cofano motore sono ancora presenti, ma variano nella forma e nella posizione, e inoltre ne compare un'ulteriore ai lati della cellula di sopravvivenza. La colorazione dell'airscope richiamante una pila della Duracell, sponsor della Williams, che nel 2022 era stata mostrata solo nei Gran Premi nordamericani, nel 2023 viene utilizzata per tutta la stagione.
Per il Gran Premio di Gran Bretagna le due FW45 corrono con una livrea speciale atta a commemorare l'ottocentesima partecipazione della Williams a un Gran Premio di Formula 1. Essa differisce da quella usuale per la presenta sul cofano motore di un richiamo alla bandiera del Regno Unito e per la presenta di loghi celebrativi sulle pance e sul muso. Inoltre diventano bianche l'esterno delle paratie dell'ala posteriore.
Per i Gran Premi di Singapore, Giappone e Qatar, le due FW45 corrono con una livrea speciale realizzata in collaborazione con lo sponsor Gulf e votata dai tifosi tra quattro proposte. Essa riprende i classici colori della compagnia petrolifera statunitense, cioè l'azzurro, usato come base, e l'arancione, usato in dettagli come la fascia che attraversa sul fondo la vettura, sull'estremità anteriore dell'ala anteriore e sotto l'airscope, fasce tratteggiate su muso, pance e cofano motore e altri dettagli sull'ala posteriore e sull'halo.

## Carriera agonistica

### Stagione

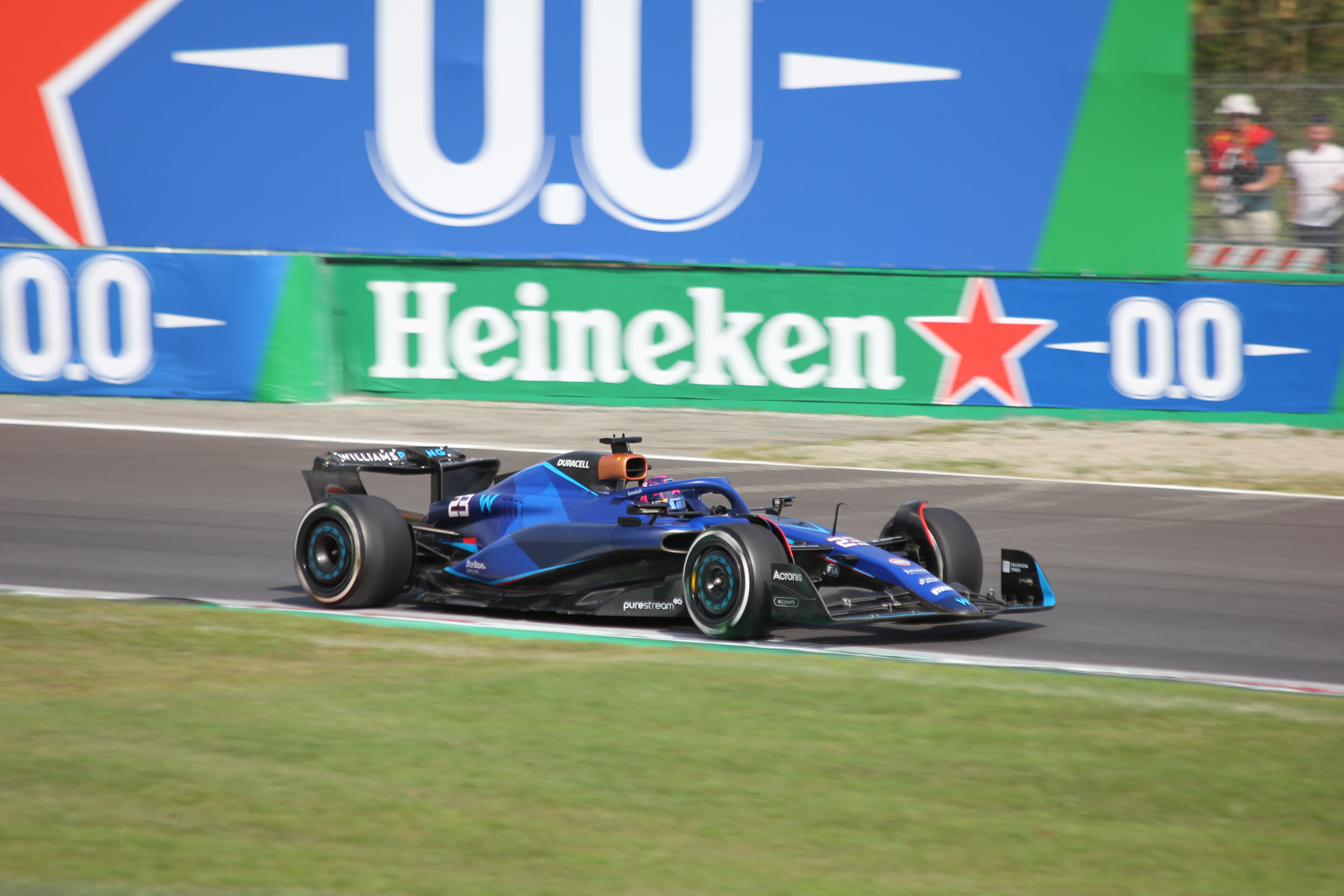
Alexander Albon al volante della FW45 durante il Gran Premio d'Italia.

La vettura, sin dal suo debutto, mostra un miglioramento prestazionale non secondario rispetto all'anno precedente. Grazie soprattutto ai risultati ottenuti da Albon, capace di collezionare diversi piazzamenti a punti, in particolare nella seconda metà campionato, la scuderia conquista il settimo posto nel nella classifica costruttori. Degno di nota è il risultato conseguito durante il GP degli Stati Uniti, in occasione del quale - anche sfruttando alcune squalifiche comminate ad altri piloti - la scuderia riesce ad ottenere il primo doppio piazzamento a punti dal Gran Premio di Ungheria del 2021.

## Piloti
| Piloti ufficiali       | Piloti ufficiali | Piloti ufficiali |
| Nazione                | Nome             | Numero           |
| ---------------------- | ---------------- | ---------------- |
| Thailandia (bandiera)  | Alexander Albon  | 23               |
| Stati Uniti (bandiera) | Logan Sargeant   | 2                |
| Piloti di riserva      |                  |                  |
| Nazione                | Nome             | Numero           |
| Germania (bandiera)    | Mick Schumacher  | 47               |
| Regno Unito (bandiera) | Jamie Chadwick   |                  |
| Regno Unito (bandiera) | Zak O'Sullivan   | 45               |

## Risultati in Formula 1
| Anno | Team     | Motore   | Gomme | Piloti   |    |     |     |    |    |    |    |     |    |    |     |    |     |    |    |     |     |    |     |     |    |    | Punti | Pos. |
| ---- | -------- | -------- | ----- | -------- | -- | --- | --- | -- | -- | -- | -- | --- | -- | -- | --- | -- | --- | -- | -- | --- | --- | -- | --- | --- | -- | -- | ----- | ---- |
| 2023 | Williams | Mercedes | P     | Albon    | 10 | Rit | Rit | 12 | 14 | 14 | 16 | 7   | 11 | 8  | 11  | 14 | 8   | 7  | 11 | Rit | 137 | 9  | 9   | Rit | 12 | 14 | 28    | 7º   |
| 2023 | Williams | Mercedes | P     | Sargeant | 12 | 16  | 16* | 16 | 20 | 18 | 20 | Rit | 13 | 11 | 18* | 17 | Rit | 13 | 14 | Rit | Rit | 10 | 16* | 11  | 16 | 16 | 28    | 7º   |

| Legenda | 1º posto     | 2º posto | 3º posto    | A punti         | Senza punti/Non class.  | Grassetto – Pole position Corsivo – Giro più veloce Apice – Risultato Sprint (A punti) |
| Legenda | Squalificato | Ritirato | Non partito | Non qualificato | Solo prove/Terzo pilota | Grassetto – Pole position Corsivo – Giro più veloce Apice – Risultato Sprint (A punti) |

* – Indica il pilota ritirato ma ugualmente classificato avendo coperto, come previsto dal regolamento, almeno il 90% della distanza di gara.